# アサス・ド・ポルトガル
アサス・ド・ポルトガル（葡:Asas de Portugal）は、ポルトガル空軍の公式ディスプレイチームである。チーム名の和訳は「ポルトガルの翼」。本記事では、無名チーム時代も併せて記述する。

## 概要
1962年、ポルトガルにT-37C練習機の供給が始まると、ポルトガル空軍はこの頃から試験的に曲芸飛行を開始した。
1977年、第102飛行隊"Panchos"内にT-37C練習機6機によるアクロバットチームが編成された。チーム名はアサス・ド・ポルトガルと名付けられた。アサス・ド・ポルトガルは、1992年の解散までに146の航空ショーに出場し、このうちヨーロッパ域外への出張は40回を数えた。
1997年6月27日、アルファジェットA攻撃機を装備していた第103飛行隊"Caracóis"内に士官7名による臨時のディスプレイチームが編成された。この無名のチームは、シントラで開催されたポルトガル空軍創設45周年記念式典に出場した。チームは1998年に解散したが、ポルトガルの航空機ファンは、アサス・ド・ポルトガルの復活を願った。
2001年、翌年に控えたポルトガル空軍創設50周年記念式典のため、第103飛行隊内にアルファジェットA攻撃機2機によるアクロバットチームが編成された。
2005年、第103飛行隊内にアルファジェットA攻撃機4機によるアサス・ド・ポルトガルが、空軍の公式アクロバットチームとして再編成された。アサス・ド・ポルトガルはロイヤル・インターナショナル・エア・タトゥーをはじめとする多くの航空ショーに参加した。アサス・ド・ポルトガルは2010年に整備上の理由により一旦活動を休止したが、その後活動を再開し、ポルトガル国内で開催される航空ショーやエアレースに出場している。

## 画像集

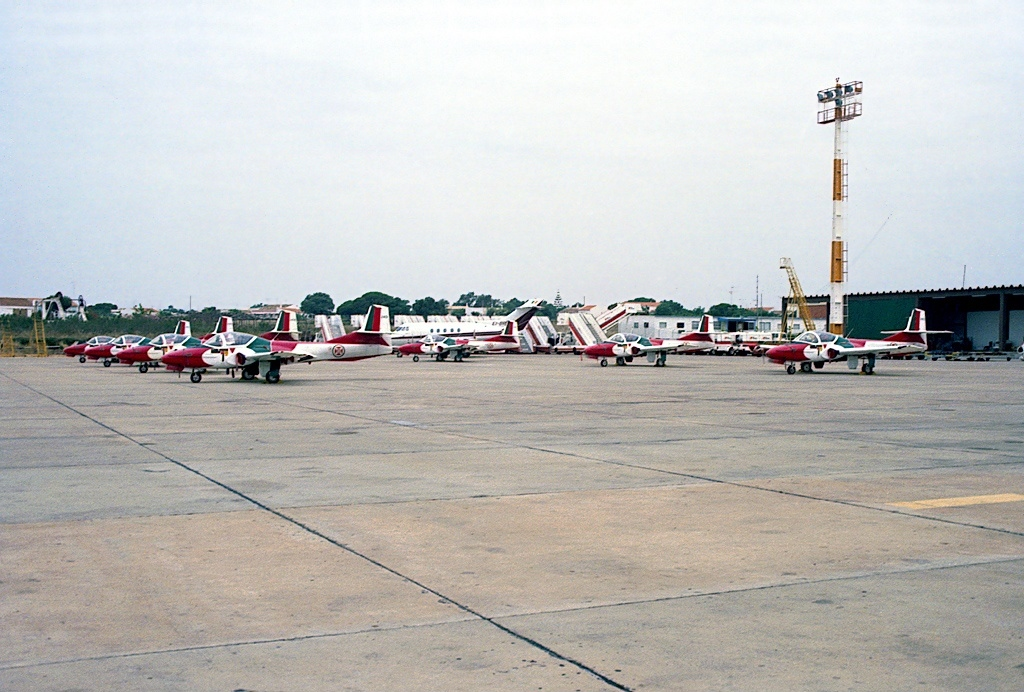
1988年、T-37C時代のアサス・ド・ポルトガル。
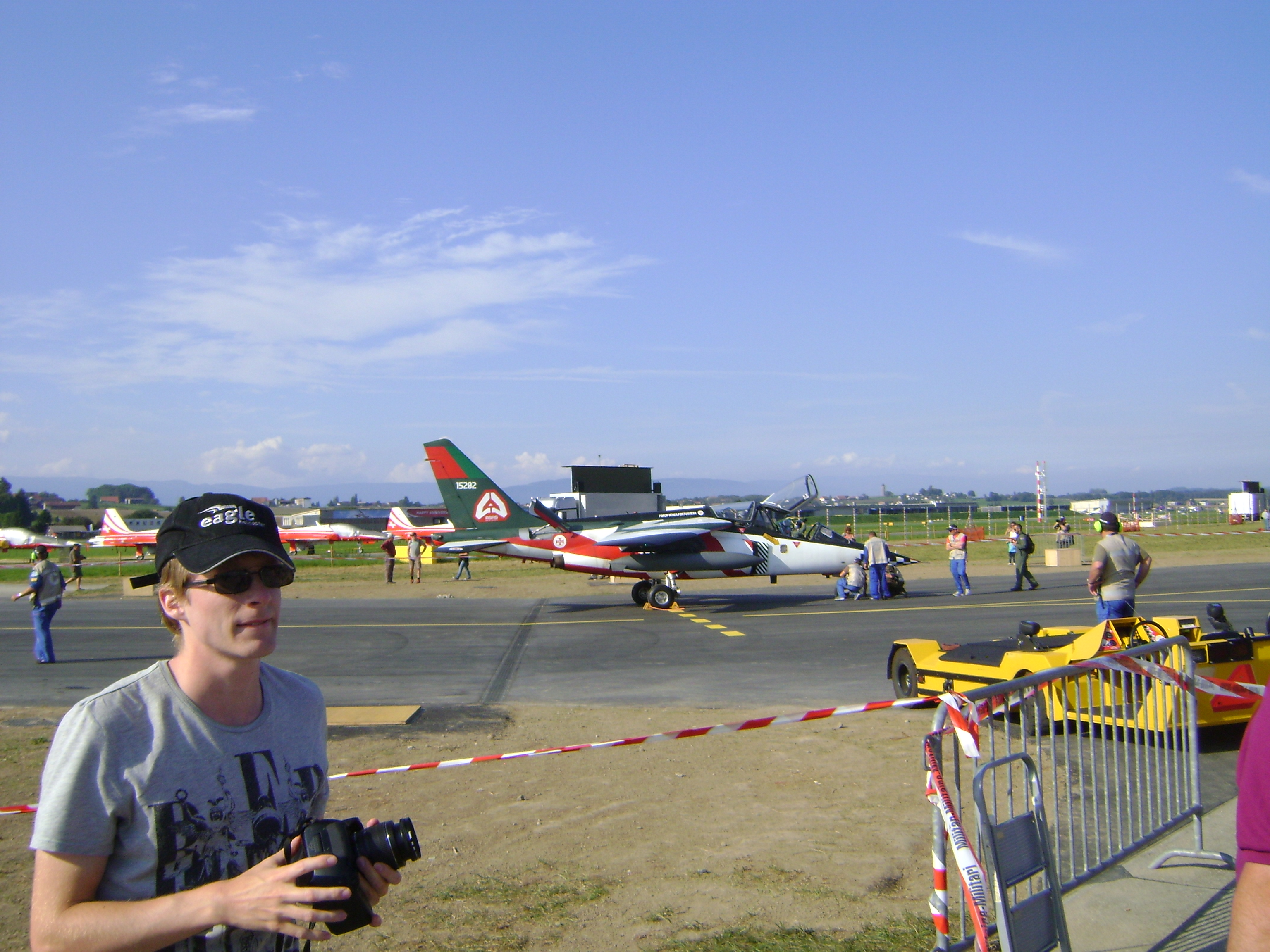
2014年9月14日に撮影されたアサス・ド・ポルトガルのアルファジェットA。
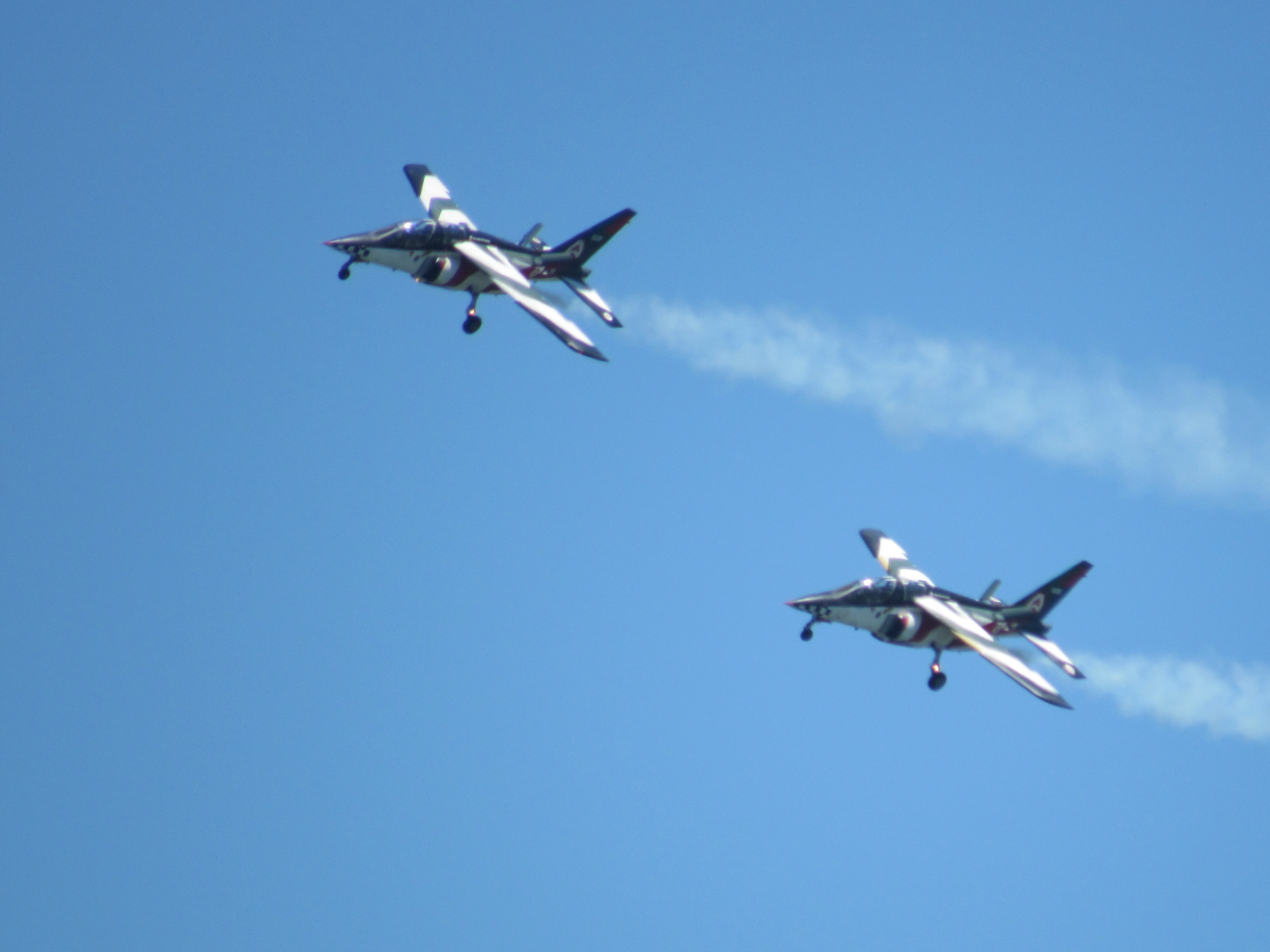
2016年7月2日、リスボンエアレースの会場上空を飛行するアサス・ド・ポルトガルのアルファジェットA。